# روبرت زیلیپنس
روبرت زیلیپنس (هلندی: Robert Slippens؛ زادهٔ ۳ مهٔ ۱۹۷۵) دوچرخه‌سوار پیست، و دوچرخه‌سوار اهل هلند است.